# Глорија Свансон
Глорија Свансон (енгл. Gloria Swanson) је била америчка глумица, рођена 27. марта 1899. године у Чикагу, а преминула је 4. априла 1983. године у Њујорку. Била је једна од водећих глумица у време немог филма, али и модна икона, у том периоду посебно је имала успеха у фимовима које је режирао Сесил Б. Демил. Знаменита је и као једна од првих глумица које су се усудиле да сниме филм који се није уклапао у холивудски морални кодекс филмова тог времена. Из тог разлога њен филм „Сејди Томпсон“ из 1928. године је био забрањен али је, са друге стране, постао и један од њених најпопуларнијих филмова који се пуштао искључиво на тајним пројекција и Глорији донео номинацију за оскара. Иако је успешно прешла на звучни филм 1929. године, због приватних проблема и веома лоше финансијске ситуације, била је присиљена да се убрзо повуче са филма.
Године 1951, у својој 51. години вратила се на велико платно на велика врата, у филму Билија Вајлдера „Булевар сумрака“. И дан данас је упамћена по улози у овом филму који се убраја у највеће филмске класике златног доба Холивуда, а њена улога пропале глумице Норме Дезмонд и данас има култни статус у глумачким водама.

## Рани живот
Свансонова је рођена у малој кући у Чикагу 1899. године, као једино дете Аделаиде (рођене Клановски) и Џосефа Теодора Свансона (рођеног Свенсон), војника. Она је одгајана у лутеранској вери. Њен отац је био Американац шведског порекла, а мајка немачког, француског и пољског порекла. Због очеве везаности за америчку војску, породица се често селила. Она је део свог детињства провела је у Ки Весту на Флориди, где је била уписана у католичку самостанску школу, и у Порторику, где је видела своје прве филмове.

## Каријера
Док је њена породица поново живела у Чикагу, као тинејџерка Глорија се заљубила у глумца Францика Бушмана, а знала је да је запослен у Есанеј студију у граду. Свансонова се касније присећала да ју је тетка Инга довела да у са својих 15 година да посети Бушманов студио, где је њен таленат открио туристички водич. По другим изворима је надахнута Свансонова сама себе увела у посао. У обе верзије, она је убрзо ангажована као статискиња.
Филмска индустрија је била још у повојима, обрађујући кратке теме, без предности данашњих регрутних агенција и агената за таленте који промовишу своје најновије откриће. Вољни статистиа често је био драгоцена имовина. Њена прва улога била је кратка интеракција са глумицом Гердом Холмс, за шта је била плаћена са огромних (у то време) 3,25 долара. Студио јој је ускоро понудио сталан посао по 13,25 УСД недељно (еквивалентно са $331 2018. години). Свансонова је напустила школу како би радила пуно радно време у студију. Године 1915. глумила је у Sweedie Goes to College са својим будућим првим мужем Воласиом Биријем.
Глоријина мајка је отишла с њом у Калифорнију 1916. године зарад њених улога у краткометражним комедијама Мака Сенета у Кистоун студију са Бобијем Верноном у режији Кларенса Г. Баџера. На железничкој станици их је дочекао Бири, који је у Кистоуну следио сопствене професионалне амбиције. Вернон и Свансонова су пројектовали сјајну екранску хемију која се показала популарном код публике. Редитељ Чарли Чејс се присећао да је Свансонова била „смртно уплашена” Верноновим опасним вратоломијама. Преживели филмови у којима се појављују заједно укључују The Danger Girl (1916), The Sultan's Wife (1917), и Teddy at the Throttle (1917). Баџер је био довољно импресиониран Глоријом да ју је препоручио режисеру Џеку Конвеју за улоге у драмама Her Decision и You Can't Believe Everything 1918. Трајангле никада није ставио Свансонову под уговор, али је повећао њену плату на 15 долара недељно. Када су јој је студио Famous Players-Lasky понудио да ради за Сесила Б. Демила, настали правни спор обавезао ју је да остане са Трајанглом још неколико месеци. Убрзо након тога, Трајангле је био у финансијским потешкоћама и позајмио је Свансонову Демилу за комедију Don't Change Your Husband.

## Портрети
Свансонову су на телевизији и на филму играле следеће глумице:
- 1984: Дајан Венора у The Cotton Club[17]
- 1990: Мадолин Смит у The Kennedys of Massachusetts[18]
- 1991: Ан Теркел у White Hot: The Mysterious Murder of Thelma Todd[19]
- 2008: Кристен Виг у Saturday Night Live[20]
- 2013: Деби Мејзар у Return to Babylon[21]

## Позориште
Напомена: Доња листа ограничена је на позоришне продукције на Њујоршком Бродвеју.
| Наслов | Датум                              | Улога          | Реф.   |
| ------ | ---------------------------------- | -------------- | ------ |
|        | 23. јануар 1945 – 3. фебруар 1945  | Катрин         | [ 22 ] |
|        | 26. март 1947 – 19. април 1947     |                | [ 23 ] |
|        | 24. децембар 1950 – 2 јун 1951     | Лили Гарланд   | [ 24 ] |
|        | 5. децембар 1951 – 12. јануар 1952 | Нина           | [ 25 ] |
|        | 7. септембар 1971 – 2. јул 1972    | госпођа Бејкер | [ 26 ] |